# Portugalska
Portugalska, uradno Portugalska republika (portugalsko República Portuguesa), je država, katere celina je na Iberskem polotoku v jugozahodni Evropi in katere ozemlje vključuje tudi atlantski arhipelag Azori in Madeiro; ti dve otočji tvorita avtonomni regiji z lastnima regionalnima vladama.
Portugalska je umeščena najbolj zahodno v celinskem delu Evrope, njen iberski del pa meji na zahodu in jugu na Atlantski ocean ter na severu in vzhodu na Španijo, edino državo, ki ima kopensko mejo s Portugalsko. Uradni in državni jezik je portugalščina. Glavno in največje mesto je Lizbona.
Portugalska je najstarejša neprekinjeno obstoječa nacionalna država na Iberskem polotoku in ena najstarejših v Evropi, njeno ozemlje je bilo neprekinjeno naseljeno, napadeno in se zanj borilo že od prazgodovine. Naselili so jo predkeltska in keltska ljudstva, obiskovali so jih Feničani, Kartažani, stari Grki in vladali Rimljani, ki so jim sledili vpadi Svebov in vizigotskih germanskih ljudstev. Po invaziji Mavrov na Iberski polotok je bila večina njenega ozemlja del Al Andaluza. Portugalska je bila kot država ustanovljena med zgodnjo krščansko Rekonkvisto. Katoliška grofija Portucale, ustanovljena leta 868, je postala pomembna po bitki pri São Mamedeju (1128). Kraljevina Portugalska je bila pozneje razglašena po bitki pri Ouriqueu (1139), neodvisnost od Leóna pa je bila priznana z pogodbo iz Zamore (1143).
V 15. in 16. stoletju je Portugalska vzpostavila prvi svetovni pomorski in trgovski imperij, s čimer je postala ena vodilnih svetovnih gospodarskih, političnih in vojaških sil. V tem obdobju, ki ga danes imenujemo doba odkritij, so portugalski raziskovalci začeli raziskovati morje z odkritjem tega, kar bo postalo Brazilija (1500). V tem času je Portugalska monopolizirala trgovino z začimbami, razdelila svet na hemisfere gospostva s Kastilijo, imperij pa se je razširil z vojaškimi pohodi v Aziji. Vendar so dogodki, kot so potres v Lizboni leta 1755, okupacija države med napoleonskimi vojnami in neodvisnost Brazilije (1822), v veliki meri izbrisali prejšnje bogastvo Portugalske. Državljanska vojna med liberalnimi konstitucionalisti in konservativnimi absolutisti na Portugalskem zaradi kraljevega nasledstva je trajala od 1828 do 1834.
Potem ko je revolucija leta 1910 odstavila monarhijo, je bila ustanovljena demokratična, a nestabilna prva portugalska republika, ki jo je kasneje nadomestil avtoritarni režim Estado Novo. Demokracija je bila obnovljena po revoluciji nageljnov (1974), ki je končala portugalsko kolonialno vojno. Kmalu zatem je bila neodvisnost podeljena skoraj vsem njenim čezmorskim ozemljem. Predaja Macaa Kitajski (1999) je pomenila konec tega, kar lahko štejemo za enega najdlje živečih kolonialnih imperijev v zgodovini.
Portugalska je pustila globok kulturni, arhitekturni in jezikovni vpliv po vsem svetu z zapuščino okoli 250 milijonov portugalsko govorečih ljudi in številnih kreolov s sedežem na Portugalskem. Je razvita država z naprednim gospodarstvom in visokim življenjskim standardom. Poleg tega se visoko uvršča v mir, demokracijo, svobodo tiska, stabilnost, družbeni napredek, blaginjo in znanje angleščine. Kot članica Združenih narodov, Evropske unije, schengenskega območja in Sveta Evrope (SE), je bila Portugalska tudi ena od ustanovnih članic Nata, evrskega območja, OECD in Skupnosti portugalskih jezikovnih držav.

## Etimologija
Beseda Portugalska po eni verziji izhaja iz rimsko-keltskega krajevnega imena Portus Cale; mesto, kjer zdaj stojita današnji Porto in Vila Nova de Gaia, ob izlivu reke Douro (Duero) na severu današnje Portugalske. Ime mesta izvira iz latinske besede za pristanišče, portus, vendar je drugi element Portus Cale manj jasen. Glavna razlaga imena je, da gre za etnonim, ki izhaja iz ljudstva Castro, znanega tudi kot Callaeci, Gallaeci ali Gallaecia, ki je zasedlo severozahod Iberskega polotoka. Imeni Cale in Callaici sta izvor današnjih Gaia in Galicija.

## Zgodovina

### Prazgodovina
Območje današnje Portugalske so naselili neandertalci in nato Homo sapiens, ki so se sprehajali po brezmejnem območju severnega Iberskega polotoka. To so bile družbe za samooskrbo in čeprav niso ustanavljale uspešnih naselij, so tvorile organizirane družbe. Neolitska Portugalska je eksperimentirala z udomačitvijo pastirskih živali, vzrejo nekaterih žitnih pridelkov in rečnim ali morskim ribolovom.
Nekateri znanstveniki verjamejo, da je na začetku prvega tisočletja pred našim štetjem več valov Keltov vdrlo na Portugalsko iz Srednje Evrope in se poročilo z lokalnim prebivalstvom in tvorilo različna plemena. Druga teorija kaže, da so Kelti naselili zahodno Iberijo/Portugalsko veliko pred kakršnimi koli velikimi keltskimi migracijami iz Srednje Evrope. Poleg tega so številni jezikoslovci, strokovnjaki za staro keltščino, predstavili prepričljive dokaze, da je tarteški jezik, ki so ga nekoč govorili v delih JZ Španije in JZ Portugalske, po strukturi vsaj protokeltski.
V tem obdobju in vse do rimskih vpadov je bila kultura Castro (različica kulture žarnih grobišč) razvita na Portugalskem in v sodobni Galiciji. Ta kultura je skupaj z ohranjenimi elementi atlantske megalitske kulture in prispevki, ki prihajajo iz bolj zahodnih sredozemskih kultur, končala v tako imenovanem Cultura Castreja. Ta poimenovanje se nanaša na značilno keltsko populacijo, imenovano 'dùn', 'dùin' ali 'don' v gelščini in ki so jo Rimljani v svojih kronikah imenovali castrae.
Na podlagi rimskih kronik o ljudstvu Callaeci, skupaj z pripovedmi Lebor Gabála Érenn  in interpretacijo obilnih arheoloških ostankov po vsej severni polovici Portugalske in Galicije, je mogoče sklepati, da je obstajala matriarhalna družba z vojaško in versko aristokracijo verjetno fevdalnega tipa. Osebe največje avtoritete so bile poglavar vojaškega tipa in z avtoriteto v svojem Castru ali klanu ter druid, ki se je v glavnem nanašal na zdravstvo in vero, funkcije, ki bi lahko bile skupne več osebam. Keltska kozmogonija je ostala homogena zaradi sposobnosti druidov, da so se srečevali v svetih z druidi drugih območij, kar je zagotavljalo prenos znanja in najpomembnejših dogodkov. 
Prve dokumentarne reference na družbo Castro zagotavljajo kronisti rimskih vojaških pohodov, kot so med drugim Strabon, Herodot in Plinij Starejši, o družbeni organizaciji in opisovanju prebivalcev teh ozemelj, Gallaeci s severne Portugalske kot: »Skupina barbarov, ki preživijo dan v boju, noč pa obedujejo, pijejo in plešejo pod luno«.
Bila so še druga podobna plemena in glavni med njimi so bili Luzitanci; jedro teh ljudi je ležalo v notranjosti osrednje Portugalske, medtem ko so obstajala številna druga sorodna plemena, kot so Kelti iz Alenteja in Cynetes ali Conii iz Algarve. Med plemeni ali pododdelki so bili Bracari, Coelerni, Equaesi, Grovii, Interamici, Leuni, Luanqui, Limici, Narbasi, Nemetati, Paesuri, Quaquerni, Seurbi, Tamagani, Tapoli, Turduli, Turduli Veteres, Turdulorum, Oppida in Turdulorum Zoelae. Feničani – Kartažani so v regiji Algarve ustanovili tudi nekaj majhnih, poltrajnih komercialnih obalnih naselij (kot je Tavira).
- Bakrenodobni dolmen Anta da Arca
- Najdišča prazgodovinske skalne umetnosti v dolini Côa.
- Megalitski spomeniki Alcalar, zgrajeni v 3. tisočletju pr. n. št.
- Primeri kulture Castro na severu Portugalske (9. – 1. st. pr. n. št.) - Citânia de Briteiros
- Cividade de Terroso

### Rimska Luzitanija in Gallaecia
Rimljani so prvič napadli Iberski polotok leta 219 pr. n. št. Kartažani, rimski nasprotnik v punskih vojnah, so bili izgnani iz svojih obalnih kolonij. V zadnjih dneh Julija Cezarja je bil skoraj ves polotok priključen Rimski republiki.
Rimsko osvajanje današnjega dela Portugalske je trajalo skoraj dvesto. Leta 155 pr.n.št., ko se je na severu začel upor, je doživela hudo nazadovanje. Luzitanci in druga domorodna plemena so pod vodstvom Virijata prevzela nadzor nad vso zahodno Iberijo.
Rim je v Luzitanijo poslal številne legije in svoje najboljše generale, da bi zadušili upor, a brez uspeha – Luzitanci so osvajali ozemlje. Rimski voditelji so se odločili spremeniti svojo strategijo. Podkupili so Virijatove zaveznike, da so ga ubili. Leta 139 pr. n. št. je bil Virijat umorjen in Tautal je postal vodja Luzitancev.
Rim je postavil kolonialni režim. Popolna romanizacija Luzitanije se je zgodila šele v vizigotski dobi.
Leta 27 pr. n. št. je Luzitanija dobila status rimske province. Kasneje je nastala severna provinca Luzitanija, znana kot Gallaecia, s prestolnico v Bracara Augusta, današnja Braga. Po vsej sodobni Portugalski je še vedno veliko ruševin castros (hribovskih utrdb) in ostankov kulture Castro. Nekateri mestni ostanki so precej veliki, kot sta Conímbriga in Mirobriga. Prva, poleg tega, da je ena največjih rimskih naselij na Portugalskem, je uvrščena tudi kot nacionalni spomenik. Conímbriga leži 16 kilometrov od Coimbre, ki je bil starodavni Aeminium. Na mestu je tudi muzej, ki prikazuje predmete, ki so jih arheologi našli med svojimi izkopavanji.
Po vsej državi je ohranjenih več inženirskih del, kot so kopališča, templji, mostovi, ceste, cirkusi, gledališča in domovi za laike. Najdeni so bili tudi kovanci, nekateri kovani v luzitanski deželi, pa tudi številni kosi keramike. Med sodobnimi zgodovinarji sta Paulus Orosius (ok. 375–418)  in Hydatius (ok. 400–469), škof Aquae Flaviae (sodobni Chaves), ki sta poročala o zadnjih letih rimske vladavine in prihodu germanskih plemen.

### Germanska kraljestva: Svebi in Vizigoti
V zgodnjem 5. stoletju so germanska plemena in sicer Svebi in Vandali (Silingi in Hasdingi) skupaj s svojimi zavezniki, Sarmati in Alani, vdrla na Iberski polotok, kjer so oblikovali svoje kraljestvo. Kraljestvo Svebov je bilo germansko post-rimsko kraljestvo, ustanovljeno v nekdanjih rimskih provincah Galecija-Luzitanija. Ostanke alanskih naselij iz 5. stoletja so našli v Alenquerju (iz starega germanskega Alan kerk, templja Alanov), Coimbri in Lizboni.
Okoli leta 410 in v 6. stoletju je postalo uradno razglašeno kraljestvo Svebov, kjer je kralj Hermerik sklenil mirovno pogodbo z Gallaečani, preden je svoje posesti prepustil svojemu sinu Rechili. Leta 448 je Rechila umrl, pri čemer je državo v širitvi prepustil Rechiarju. Po porazu nad Vizigoti je bilo Svebsko kraljestvo razdeljeno, Frantan in Aguiulfo sta vladala hkrati. Oba sta vladala od 456 do 457, leta, ko je Maldras (457–459) ponovno združil kraljestvo. Po neuspešni rimsko-vizigotski zaroti je bil umorjen. Čeprav zarota ni dosegla svojega resničnega namena, je bilo Svebsko kraljestvo ponovno razdeljeno med dva kralja: Frumar (Frumario 459–463) in Remismund (Remismundo, Maldrasov sin) (459–469), ki bo ponovno združil očetovo kraljestvo leta 463. Zaradi vizigotskega vpliva je bil leta 465 prisiljen sprejeti arijanstvo. Do leta 500 je bilo v Iberiji nameščeno Vizigotsko kraljestvo, sedež je imelo v Toledu in je napredovalo proti zahodu. Postali so grožnja svebski vladavini. Po Remismundovi smrti leta 469 je nastopilo mračno obdobje, ko skoraj vsa pisna besedila in poročila izginejo. To obdobje je trajalo do leta 550. O tem obdobju je znano le, da je Teodemundo najverjetneje vladal Svebom. Temno obdobje se je končalo z vladavino Karriarica (550–559), ki je leta 550 ponovno uveljavil katoliško krščanstvo. Nasledil ga je Teodemar (559–570), med čigar vladavino je potekal 1. koncil v Bragi (leta 561).
Sveti so pomenili napredek pri organizaciji ozemlja (paroeciam suevorum – svebska župnija) in pokristjanjevanju poganskega prebivalstva (De correctione rusticorum) pod okriljem svetega Martina iz Brage (São Martinho de Braga).
Po Teodomirovi smrti je bil njegov naslednik Miro (570–583). V času njegovega vladanja je bil 2. koncil v Bragi (leta 572). Vizigotska državljanska vojna se je začela leta 577. Vmešal se je Miro. Pozneje leta 583 je organiziral tudi neuspešno odpravo za ponovno osvojitev Sevilje. Med vrnitvijo iz te neuspele operacije je Miro umrl.
V Svebskem kraljestvu so se nadaljevali številni notranji boji. Eborico (Eurico, 583–584) je z prestola odstranil Audeca (584–585), ki ni uspel preprečiti invazije Vizigotov pod vodstvom Leovigilda. Vizigotska invazija, dokončana leta 585, je nekoč bogato in rodovitno kraljestvo Svebov spremenila v šesto provinco Gotskega kraljestva. Leovigild je bil okronan za kralja Gallaecie, Hispanije in Gallia Narbonensis.
Naslednjih 300 let in do leta 700 so celotnemu Iberskemu polotoku vladali Vizigoti. Pod Vizigoti je bila Gallaecia dobro opredeljen prostor, ki ga je upravljal lasten dož. Doži so bili v tem času povezani z monarhijo in so v vseh zadevah delovali kot knezi. Oba "guvernerja" Vamba in Vittiza sta delovala kot doža (pozneje sta postala kralja v Toledu). Ta dva sta postala znana kot 'vitiziana', ki sta imela sedež na severozahodu in pozvala arabske osvajalce z juga, naj postanejo njihovi zavezniki v boju za oblast leta 711. Kralj Roderik (Rodrigo) je bil med nasprotovanjem tej invaziji ubit in tako postal zadnji vizigotski kralj Iberije. Od različnih germanskih skupin, ki so se naselile v zahodni Iberiji, so Svebi zapustili najmočnejšo trajno kulturno dediščino v današnji Portugalski, v Galiciji in zahodnem obrobju Asturije. Po besedah Dana Stanislawskega je portugalski način življenja v regijah severno od Tegusa večinoma podedovan od Svebov, kjer prevladujejo majhne kmetije, za razliko od velikih posesti južne Portugalske. Bracara Augusta, sodobno mesto Braga in nekdanja prestolnica Gallaecia, je postala prestolnica Svebov. Poleg kulturnih in nekaterih jezikovnih sledi so Svebi zapustili najvišji germanski genetski prispevek Iberskega polotoka na Portugalskem in v Galiciji. Orozij, ki je takrat prebival v Hispaniji, kaže precej tiho začetno naselitev, prišleki obdelujejo svojo zemljo ali služijo kot telesni stražarji domačinov. Druga germanska skupina, ki je spremljala Svebe in se naselila v Gallaecii, so bili Buri. Naselili so se v regiji med rekama Cávado in Homem, na območju, znanem kot Terras de Bouro (Dežele Burov).

### Islamsko obdobje in Rekonkvista
Današnja celinska Portugalska je bila med letoma 726 in 1249 skupaj z večino sodobne Španije del Al Andaluza, po tem ko je Omajadski kalifat osvojil Iberski polotok. Ta vladavina je trajala od nekaj desetletij na severu do pet stoletij na jugu.
Potem ko je v samo nekaj mesecih premagal Vizigote, se je Omajadski kalifat začel hitro širiti na polotoku. Od leta 726 je dežela, ki je zdaj Portugalska, postala del obsežnega Omajadskega kalifata v Damasku, ki se je raztezal od reke Ind na indijski podcelini do južne Francije, do propada leta 750. Tega leta je zahodni del imperija pridobil neodvisnost pod Abd Al Rahmanom I. z ustanovitvijo emirata Córdoba. Po skoraj dveh stoletjih je emirat leta 929 postal kalifat Córdoba, vse do njegovega razpada stoletje pozneje, leta 1031, na nič manj kot 23 majhnih kraljestev, imenovanih kraljestva Taifa.
Guvernerji Taifov so se vsak razglasili za emirja svojih provinc in vzpostavili diplomatske odnose s krščanskimi kraljestvi na severu. Večina današnje Portugalske je padla v roke Taife iz Badajoza iz rodbine Abasidov (Abasidski kalifat) in po kratkem obdobju efemerne lizbonske Taife leta 1022 padla pod oblast dominion Abbadidov Taife Sevilje. Obdobje Taife se je končalo z osvojitvijo Almoravidov, ki so prišli iz Maroka leta 1086 in so zmagali odločilno zmago v bitki pri Sagrajasu, čemur so sledili stoletje pozneje leta 1147, po drugem obdobju Taife, Almohadi, prav tako iz Marakeša.
Al Andaluz je bil razdeljen na različna okrožja, imenovana Kura. Največji Gharb Al-Andalus je bil sestavljen iz desetih kurov, vsak z ločenim glavnim mestom in guvernerjem. Glavna mesta tega obdobja na Portugalskem so bila v južni polovici države: Beja, Silves, Alcácer do Sal, Santarém in Lizbona. Muslimansko prebivalstvo regije so sestavljali predvsem domači iberski spreobrnjenci v islam (tako imenovani Muwallad ali Muladi) in berberi. Arabci so bili predvsem plemiči iz Sirije in Omana; in čeprav maloštevilni, so sestavljali elito prebivalstva. Berberi so bili prvotno iz gorovja Rif in Atlasa v severni Afriki in so bili nomadi.

### Portugalska grofija
Asturskega vizigotskega plemiča po imenu Pelagija Asturskega so leta 718 številni izrinjeni vizigotski plemiči izvolili za vodjo[66]. Pelagij je pozval, naj se preostanek krščanskih vizigotskih vojsk upre Mavrom in se ponovno združi v neosvojenem severnem asturskem višavju, danes bolj znanem kot Kantabrijsko gorovje, v današnjem majhnem gorskem območju v severozahodni Španiji, ki meji na Biskajski zaliv.
Pelagijev načrt je bil uporabiti Kantabrijske gore kot zatočišče in zaščito pred vdorom Mavrov. Nato je želel ponovno združiti krščanske vojske Iberskega polotoka in uporabiti Kantabrijske gore kot odskočno desko, s katere bi si lahko povrnil svoje ozemlje. Po tem, ko je leta 722 premagal Mavre v bitki pri Covadongi, je bil Pelagij razglašen za kralja, s čimer je ustanovil krščansko Asturisko kraljestvo in začel vojno za ponovno osvajanje, v portugalščini znano kot Reconquista Cristã.
Konec 9. stoletja je območje Portugalske med rekama Minho in Duero od Mavrov ponovno osvojil plemič in vitez Vímara Peres po ukazu kralja Alfonsa III. Asturskega. Ko je ugotovil, da je imela regija prej dve veliki mesti – Portus Cale na obali in Braga v notranjosti, s številnimi mesti, ki so zdaj zapuščena –, se je odločil, da jih ponovno naselijo in obnovijo s portugalskimi in galicijskimi begunci ter drugimi kristjani. Poleg Arabcev z juga so obalne regije na severu napadali tudi Normani in Vikingi, predvsem od leta 844. Zadnja velika invazija preko reke Minho se je končala s porazom Olafa. II Haraldssona leta 1014 proti galicijskemu plemstvu, ki je tudi ustavilo nadaljnje napredovanje v Portugalsko grofijo (Condado de Portugal).
Grof Vímara Peres je organiziral regijo, ki jo je ponovno osvojil, in jo povzdignil v status grofije ter jo poimenoval Portugalska grofija po glavnem pristaniškem mestu regije – Portus Cale ali sodobni Porto. Eno prvih mest, ki jih je Vimara Peres ustanovil v tem času, je Vimaranes, danes znan kot Guimarães – »rojstni kraj portugalskega naroda« ali »mesto zibelka« (Cidade Berço v portugalščini).
Potem ko je Portugalsko grofijo priključil eni od številnih grofij, ki so sestavljale Astursko kraljestvo, je kralj Alfonz III. Asturski leta 868 umestil Vímaro Peresa za prvega grofa Portus Cale (Portugalska). Regija je postala znana kot Portucale, Portugale in hkrati Portugália –Portugalska grofija.
Kasneje je bila Kraljevina Asturija razdeljena na številna krščanska kraljestva v Severni Iberiji zaradi dinastičnih delitev dediščine med kraljevimi potomci. S prisilno abdikacijo Alfonza III. Asturskega s strani njegovih sinov leta 910 se je kraljestvo razdelilo na tri ločena kraljestva. Tri kraljestva so se leta 924 na koncu ponovno združila pod krono Leóna.
Leta 1093 je Alfonz VI. Leonski podelil grofijo Henriku Burgundskemu in ga poročil s svojo nezakonsko hčerko Terezo Leonsko zaradi njegove vloge pri ponovnem osvajanju dežele od Mavrov. Henrik je ustanovil svojo novo grofijo v Bracara Augusta (sodobna Braga), glavnem mestu starorimske province in tudi prejšnji prestolnici več kraljestev v prvih tisočletjih.

### Neodvisnost in Alfonzova doba
24. junija 1128 se je pri Guimarãesu zgodila bitka pri São Mamedeju. Afonso Henriques, portugalski grof, je premagal svojo mater grofico Terezo in njenega ljubimca Fernão Peres de Trava, s čimer se je uveljavil kot edini vodja. Afonso je nato obrnil svoje roke proti Mavrom na jugu.
Afonsovi pohodi so bili uspešni in 25. julija 1139 je dosegel izjemno zmago v bitki pri Ouriqueu, takoj zatem pa so ga njegovi vojaki soglasno razglasili za kralja Portugalske. To tradicionalno velja za priložnost, ko se je Portugalska grofija kot fevd Kraljevine León preoblikovala v neodvisno Kraljevino Portugalsko.
Afonz je nato ustanovil prvi portugalski cortes (zbor predstavnikov stanov kraljestva) v Lamegu, kjer ga je okronal nadškof v Bragi, čeprav je bila veljavnost Cortesa Lamego sporna in imenovana mit, ustvarjen med portugalsko obnovitveno vojno. Afonza je leta 1143 priznal leónski kralj Alfonz VII., leta 1179 pa papež Aleksander III.
V obdobju rekonkviste so kristjani znova osvojili Iberski polotok izpod mavrske prevlade. Afonz I. in njegovi nasledniki so se ob pomoči vojaških samostanskih redov pomaknili proti jugu, da bi pregnali Mavre. V tem času je Portugalska pokrivala približno polovico svojega sedanjega območja. Leta 1249 se je rekonkvista končala z zavzetjem Algarve in popolnim izgonom zadnjih mavrskih naselij na južni obali, s čimer je Portugalska z manjšimi izjemami dobila današnje meje.
V eni od teh situacij konflikta s Kastiljskim kraljestvom je Dinis I. Portugalski s kraljem Fernandom IV. Kastiljskim (ki ga je kot mladoletnika zastopala njegova mati, kraljica Maria de Molina) podpisal Alcañiceško pogodbo (1297), ki je določala, da je Portugalska ukinila dogovorjene pogodbe proti Kastiljskemu kraljestvu zaradi podpore infanta Juana de Castilla. Ta pogodba je med drugim vzpostavila razmejitev meje med kraljestvom Portugalsko in kraljestvom Leon, kamor je bilo vključeno sporno mesto Olivenza.
Vladavina Dinisa I. (Denis I.), Afonza IV. in Pedra I. (Peter I.) je bila večinoma v miru s krščanskimi kraljestvi Iberija.
Leta 1348 in 1349 je Portugalsko, tako kot ostalo Evropo, uničila črna smrt. Leta 1373 je Portugalska sklenila zavezništvo z Anglijo, ki je najdaljša zveza na svetu. Sčasoma je to preseglo geopolitično in vojaško sodelovanje (zaščita interesov obeh držav v Afriki, Ameriki in Aziji pred francoskimi, španskimi in nizozemskimi tekmeci) in ohranilo močne trgovinske in kulturne vezi med obema starima evropskima zaveznikoma. Zlasti v regiji Oporto je še danes viden angleški vpliv.

### Ivanova era in doba odkritij
Leta 1383 je Ivan I. Kastiljski, mož Beatrice Portugalske in zet Ferdinanda I. Portugalskega, zahteval portugalski prestol. Frakcija drobnih plemičev in navadnih ljudi, ki jo je vodil Ivan Avižanski (pozneje portugalski kralj Ivan I.) in poveljeval general Nuno Álvares Pereira, je v bitki pri Aljubarroti premagala Kastiljce. S to bitko je rodbina Avižanov postala vladajoča rodbina Portugalske.
Portugalska je vodila evropsko raziskovanje sveta in dobo odkritij. Princ Henrik Pomorščak, sin portugalskega kralja Ivana I., je postal glavni pokrovitelj in vodja tega podviga. V tem obdobju je Portugalska raziskovala Atlantski ocean in odkrila atlantske arhipelage Azore, Madeiro in Zelenortske otoke; raziskovala afriško obalo; kolonizirana izbrana območja Afrike; odkrila vzhodno pot v Indijo okoli Rta dobrega upanja; odkrila Brazilijo, raziskala Indijski ocean, vzpostavila trgovske poti po večini južne Azije; in poslala prva neposredna evropska pomorska trgovinska in diplomatska predstavništva na Kitajsko in Japonsko.
Leta 1415 je Portugalska pridobila prvo od svojih čezmorskih kolonij z osvojitvijo Ceute, prvega uspešnega islamskega trgovskega središča v Severni Afriki. Sledila so prva odkritja v Atlantiku: Madeira in Azori, ki so privedla do prvih kolonizacij.
Skozi 15. stoletje so portugalski raziskovalci pluli ob obali Afrike in ustanovili trgovske postojanke za več običajnih vrst blaga, s katerim se je takrat trgovalo, od zlata do sužnjev, ko so iskali pot v Indijo in njene začimbe, po katerih so hrepeneli v Evropi.
Pogodbo iz Tordesillasa, ki naj bi rešila spor, ki je nastal po vrnitvi Krištofa Kolumba, je sklenil papež Aleksander VI., posrednik med Portugalsko in Španijo. Podpisana je bila 7. junija 1494 in je na novo odkrita zemljišča zunaj Evrope razdelila med obe državi vzdolž poldnevnika 370 milj zahodno od Zelenortskih otokov (ob zahodni obali Afrike).
Leta 1498 je Vasco da Gama uresničil tisto, za kar si je zadal Kolumb in postal prvi Evropejec, ki je po morju dosegel Indijo, prinesel gospodarsko blaginjo Portugalski in njenemu prebivalstvu z 1,7 milijona prebivalcev ter pomagal pri začetku portugalske renesanse. Leta 1500 je portugalski raziskovalec Gaspar Corte-Real dosegel današnjo Kanado in ustanovil mesto Portugalska Cove-St. Philip's, Nnvo Fundlandijo in Labrador, veliko pred Francozi in Angleži v 17. stoletju in je bila le ena izmed mnogih portugalskih kolonizacijskih Amerik.
Leta 1500 je Pedro Álvares Cabral odkril Brazilijo in jo zahteval za Portugalsko. Deset let pozneje je Afonso de Albuquerque osvojil Goo v Indiji, Muscat in Hormuz v Perzijskem zalivu ter Melako, ki je zdaj država v Maleziji. Tako je imel portugalski imperij prevlado nad trgovino v Indijskem oceanu in južnem Atlantiku. Portugalski mornarji so se odločili doseči vzhodno Azijo s plovbo proti vzhodu iz Evrope in pristali na mestih, kot so Tajvan, Japonska, otok Timor in na Molukih.
Čeprav je dolgo časa veljalo, da so bili Nizozemci prvi Evropejci, ki so prispeli v Avstralijo, obstaja tudi nekaj dokazov, da so Portugalci morda odkrili Avstralijo leta 1521. Od leta 1519 do 1522 je Ferdinand Magellan (Fernão de Magalhães) organiziral špansko odpravo v Vzhodno Indijo, ki je privedla do prvega obkrožanja sveta. Magellan se ni nikoli vrnil v Evropo, saj so ga leta 1521 ubili domačini na Filipinih.
Zaragoška pogodba, podpisana 22. aprila 1529 med Portugalsko in Španijo, je določila antimeridian do razmejitvene črte, določene v pogodbi iz Tordesillasa.
Zaradi vseh teh dejavnikov je od 15. stoletja do poznega 16. stoletja Portugalska postala ena glavnih svetovnih gospodarskih, vojaških in političnih sil. (Glej tudi: Portugalski imperij)

### Iberska unija, obnova in zgodnja brigantinska doba
Portugalska je prostovoljno vstopila v dinastično unijo med letoma 1580 in 1640. To se je zgodilo, ker sta zadnja dva kralja iz rodbine Aviz – kralj Sebastian, ki je umrl v bitki pri Alcácer Quibirju v Maroku, in njegov prastric in naslednik, kralj kardinal Henrik Portugalski – oba sta umrla brez dedičev, kar je povzročilo portugalsko nasledstveno krizo leta 1580.
Kasneje je španski prestol prevzel Filip II. Španski in je bil sprejet kot Filip I. Portugalski. Portugalska ni izgubila svoje formalne neodvisnosti in je za kratek čas oblikovala zvezo kraljestev. V tem času je bila Španija geografska regija. Združitev obeh kron je Portugalski odvzela neodvisno zunanjo politiko in jo pripeljala do vpletenosti v osemdesetletno vojno med Španijo in Nizozemsko.
Vojna je povzročila poslabšanje odnosov z najstarejšo zaveznico Portugalske, Anglijo, in izgubo Hormuza, strateške trgovske postaje med Iranom in Omanom. Od leta 1595 do 1663 je nizozemsko-portugalska vojna vključevala predvsem nizozemske družbe, ki so vdrle v številne portugalske kolonije in komercialne interese v Braziliji, Afriki, Indiji in na Daljnem vzhodu, kar je povzročilo izgubo portugalskega indijskega monopola na morju. Leta 1640 je Ivan IV. Portugalski vodil vstajo, ki so jo podprli nezadovoljni plemiči, in je bil razglašen za kralja. Portugalska obnovitvena vojna je končala šestdesetletno obdobje Iberske unije pod Habsburžani. To je bil začetek rodbine Bragança, ki je vladala na Portugalskem do leta 1910.
Najstarejši sin kralja Ivana IV. je zavladal kot Afonz VI., vendar ga je zaradi fizičnih in duševnih težav premagal Luís de Vasconcelos e Sousa, 3. grof Castelo Melhor. V palačnem udaru, ki sta ga organizirala kraljeva žena Maria Francisca Savojska in njegov brat Pedro, vojvoda Beja, je bil kralj Afonz VI. razglašen za duševno nesposobnega in izgnan najprej na Azore in nato v kraljevo palačo Sintra zunaj Lizbone. Po Afonsovi smrti je Pedro prišel na prestol kot kralj Pedro II. V času Pedrove vladavine se je utrdila narodna neodvisnost, imperialna širitev in naložbe v domačo proizvodnjo.
Sin Petra II., Ivan V. Portugalski, je videl vladavino, za katero je značilen priliv zlata v blagajne kraljeve zakladnice, ki ga je večinoma dobavljala kraljeva petina (davek na plemenite kovine), ki so jo prejemali od portugalskih kolonij Brazilije in Maranhãa.
Brez upoštevanja tradicionalnih portugalskih institucij upravljanja je Ivan V. deloval kot absolutni monarh in skoraj izčrpal davčne prihodke države za ambiciozna arhitekturna dela, predvsem palačo Mafra, ter od naročil in dodatkov za svoje velike umetniške in literarne zbirke.
Zaradi hrepenenja po mednarodnem diplomatskem priznanju je Ivan porabil velike vsote tudi za veleposlaništva, ki jih je pošiljal na evropske dvore, najbolj znani sta bili tisti, ki jih je poslal v Pariz leta 1715 in v Rim leta 1716.
Uradne ocene – in večina dosedanjih ocen – uvrščajo število portugalskih migrantov v kolonialno Brazilijo med zlato mrzlico 18. stoletja na 600.000. To je predstavljalo eno največjih premikov evropskega prebivalstva v kolonije v Ameriki v kolonialnih časih.

### Pombalova era in razsvetljenstvo
Leta 1738 je fidalgo – plemič –  Sebastião José de Carvalho e Melo (kasneje oplemeniten kot 1. markiz Pombal) začel diplomatsko kariero kot portugalski veleposlanik v Londonu in pozneje na Dunaju. Portugalska kraljica žena, nadvojvodinja Maria Ana Avstrijska, je imela rada Carvalho e Mela; in potem ko mu je umrla prva žena, je ovdovelemu Carvalho e Melu uredila drugo poroko s hčerko avstrijskega feldmaršala Leopolda Josefa, grofa von Dauna. Kralj Ivan V. Portugalski pa ni bil zadovoljen in je leta 1749 odpoklical Carvalho e Mela na Portugalsko. Ivan V. je naslednje leto umrl, okronan je bil njegov sin Jožef. V nasprotju s svojim očetom je bil Jožefu Carvalho e Melo naklonjen in z odobritvijo kraljice matere je Carvalho e Mela imenoval za ministra za zunanje zadeve.
Ko se je kraljevo zaupanje v Carvalho e Mela povečalo, mu je kralj zaupal večji nadzor nad državo. Do leta 1755 je postal predsednik vlade Sebastião José de Carvalho e Melo. Navdušen nad britanskim gospodarskim uspehom, ki mu je bil priča iz časa veleposlanika, je podobno gospodarsko politiko uspešno izvajal na Portugalskem. Odpravil je suženjstvo v celinski Portugalski in v portugalskih kolonijah v Indiji, reorganiziral vojsko in mornarico, prestrukturiral univerzo v Coimbri in končal pravno diskriminacijo različnih krščanskih sekt na Portugalskem z odpravo razlikovanja med starimi in novimi kristjani.
Največje reforme Carvalho e Mela so bile gospodarske in finančne, z ustanovitvijo več podjetij in cehov, ki so urejali vsako trgovsko dejavnost. Ustvaril je enega prvih sistemov označevanja geografskega porekla na svetu z razmejitvijo regije za proizvodnjo Porta, da bi zagotovil kakovost vina; in to je bil prvi poskus nadzora kakovosti in proizvodnje vina v Evropi. Vladal je z močno roko, tako da je uvedel strog zakon vsem slojem portugalske družbe, od visokega plemstva do najrevnejšega delavskega razreda, skupaj s širokim pregledom davčnega sistema države. Te reforme so mu pridobile sovražnike v višjih slojih, zlasti med visokim plemstvom, ki ga je preziralo kot družbenega nadobudneža.
Katastrofa je prizadela Portugalsko zjutraj 1. novembra 1755, ko je Lizbono prizadel silovit potres z ocenjeno trenutno magnitudo 8,5–9. Mesto je bilo zaradi potresa in kasnejšega cunamija ter požarov, ki so sledili, zravnano s tlemi. Carvalho e Melo je po nesreči preživel, nato pa se je takoj lotil obnove mesta s svojim znamenitim citatom: »Kaj zdaj? Pokopavamo mrtve in skrbimo za žive.«
Kljub nesreči in velikemu številu smrtnih žrtev Lizbona ni utrpela nobenih epidemij in je bila v manj kot enem letu že obnovljena. Novo mestno središče Lizbone je bilo zasnovano tako, da se upre kasnejšim potresom. Arhitekturni modeli so bili zgrajeni za preizkuse, učinki potresa pa so bili simulirani tako, da so vojaki korakali okoli modelov. Stavbe in veliki trgi Pombalinovega središča mesta še vedno ostajajo ena od turističnih znamenitosti Lizbone. Carvalho e Melo je prav tako pomembno prispeval k študiju seizmologije z oblikovanjem podrobne raziskave o učinkih potresa, Župnijski spomini leta 1758, ki so bili poslani v vse župnije v državi, vsebujejo nalogo organizirano po načrtu, ki je vseboval šestdeset pisnih vprašanj; Zbrani odgovori, ki prenašajo poročila ne le o škodi, ki jo je utrpel potres, temveč tudi o lokalni geografiji, demografiji, zgodovini in gospodarstvu, so dragoceni zgodovinski dokumenti in so shranjeni v državnem arhivu države; to bogastvo informacij omogoča sodobnim znanstvenikom, da rekonstruirajo dogodek z določeno mero znanstvene natančnosti.
Po potresu je Jožef I. svojemu premierju dal še več moči, Carvalho de Melo pa je postal močan, napreden diktator. Ko je njegova moč rasla, se je povečalo število njegovih sovražnikov in pogosti so bili ostri spori z višjim plemstvom. Leta 1758 je bil Jožef I. ranjen v poskusu atentata. Družina Távora in vojvoda Aveiro sta bila vpletena in po hitrem sojenju po hitrem postopku usmrčena. Naslednje leto so bili ukinjeni jezuiti in izgnani iz države, njihovo premoženje pa je krona zaplenila. Carvalho e Melo ni prizanesel nobenemu vpletenemu, celo ženskam in otrokom ne (8-letna Leonor de Almeida Portugalska je bila devetnajst let zaprta v samostanu). To je bila zadnja poteza, ki je zatrla vso opozicijo z javnim dokazovanjem, da je celo aristokracija nemočna pred kraljevim lojalnim ministrom. Jožef I. je leta 1759 poplemenitil Carvalho e Mela za grofa Oeirasa.
Leta 1762 je Španija v okviru sedemletne vojne napadla portugalsko ozemlje, vendar je bil do leta 1763 obnovljen status quo med Španijo in Portugalsko pred vojno.
Po aferi Távora novi grof Oeiras ni poznal nasprotovanja. Leta 1770 je pod naslovom "Marquês de Pombal" do smrti Jožefa I. leta 1777 dejansko vladal Portugalski.
Novi vladar, portugalska kraljica Maria I. Portugalska, markiza de Pombala ni marala zaradi moči, ki si jo je nabral in mu nikoli ni oprostila neusmiljenosti, s katero je odgnal družino Távora. O b njenem prevzemu prestola je umaknila vse njegove politične pisarne. Markiz de Pombal je bil pregnan na njegovo posestvo v Pombal, kjer je leta 1782 umrl.
Vendar pa zgodovinarji tudi trdijo, da je bilo Pombalovo "razsvetljenje", čeprav daljnosežno, predvsem mehanizem za krepitev avtokracije na račun individualne svobode in zlasti aparat za zatiranje opozicije, zatiranje kritike in pospeševanje kolonialnega gospodarskega izkoriščanja ter krepitev knjige cenzura in utrjevanje osebnega nadzora in dobička.

### Napoleonova doba
Z okupacijo Napoleona je Portugalska začela počasi, a neizprosno propadati, kar je trajalo vse do 20. stoletja. Ta upad je pospešila neodvisnost Brazilije, največje kolonialne posesti države.
Jeseni 1807 je Napoleon premaknil francoske čete skozi Španijo, da bi napadel Portugalsko. Od leta 1807 do 1811 so se britansko-portugalske sile uspešno borile proti francoski invaziji v polotoški vojni, med katero so se kraljeva družina in portugalsko plemstvo, vključno z Marijo I., preselili na portugalsko ozemlje Brazilije, ki je bila takrat kolonija portugalskega imperija v Južni Ameriki. Ta epizoda je znana kot prenos portugalskega dvora v Brazilijo.
Leta 1807, ko se je Napoleonova vojska približala Lizboni, je portugalski princ regent Ivan VI. Portugalski prenesel svoj dvor v Brazilijo in Rio de Janeiro določil kot prestolnico portugalskega imperija. Leta 1815 je bila Brazilija razglašena za kraljestvo, z njo pa je bila združena Kraljevina Portugalska, ki je tvorila plurikontinentalno državo, Združeno kraljestvo Portugalske, Brazilijo in Algarve.
Zaradi spremembe statusa in prihoda portugalske kraljeve družine so se brazilski upravni, državljanski, gospodarski, vojaški, izobraževalni in znanstveni aparat razširili in močno posodobili. Portugalci in njihove zavezniške britanske čete so se borile proti francoski invaziji na Portugalsko in do leta 1815 so se razmere v Evropi dovolj ohladile, da bi se Ivan VI. lahko varno vrnil v Lizbono. Vendar je portugalski kralj ostal v Braziliji, dokler ni liberalna revolucija leta 1820, ki se je začela v Portu, zahtevala njegovo vrnitev v Lizbono leta 1821.
Tako se je vrnil na Portugalsko, vendar je svojega sina Pedra prepustil vodenju Brazilije. Ko je portugalska vlada naslednje leto poskušala vrniti Kraljevino Brazilijo v podrejeni status, je njegov sin Pedro ob izjemni podpori brazilskih elit razglasil neodvisnost Brazilije od Portugalske. Cisplatina (današnja suverena država Urugvaj) na jugu je bila ena zadnjih dodatkov ozemlju Brazilije pod portugalsko oblastjo.
Neodvisnost Brazilije je bila priznana leta 1825, s čimer je kralj Pedro I. podelil svojemu očetu naslovno čast brazilskega kralja. Smrt Ivana VI. leta 1826 je povzročila resna vprašanja v njegovem nasledstvu. Čeprav je bil Pedro njegov dedič in je kratek čas vladal kot Pedro IV., je bil njegov status brazilskega monarha za oba naroda videti kot ovira pri obvladovanju portugalskega prestola. Pedro je abdiciral v korist svoje hčerke Marije II.. Vendar je Pedrov brat, infant Mihael, v protestu zahteval prestol. Potem ko predlog za poroko Miguela in Marije ni uspel, je Miguel leta 1828 prevzel oblast kot kralj Mihael Portugalski. Da bi branil hčerine pravice do prestola, je Pedro sprožil liberalne vojne, da bi ponovno postavil svojo hčer in vzpostavil ustavno monarhijo na Portugalskem. Vojna se je končala leta 1834 z Mihaelovim porazom, razglasitvijo ustave in ponovno vzpostavitvijo kraljice Marije II.

### Ustavna monarhija
Kraljica Marija II. in sin kralja Ferdinanda II., kralj Peter V. sta modernizirala državo med svojo kratko vladavino (1853–1861). Pod njegovim vladanjem so bile zgrajene ceste, telegrafi in železnice ter napredek v javnem zdravstvu. Njegova priljubljenost se je povečala, ko je med izbruhom kolere v letih 1853–1856 obiskoval bolnišnice, kjer je delil darila in tolažil bolne. Petrovo vladanje je bilo kratko, saj je umrl zaradi kolere leta 1861, po vrsti smrti v kraljevi družini, vključno z njegovima bratoma infantom Fernandom in Ivanom, vojvodom Beja in njegovo ženo Štefanijo Hohenzollern-Sigmaringen. Ker Peter ni imel otrok, se je na prestol povzpel njegov brat Ludvik Portugalski in nadaljeval modernizacijo.
Na vrhuncu evropskega kolonializma v 19. stoletju je Portugalska že izgubila svoje ozemlje v Južni Ameriki in vse razen nekaj oporišč v Aziji. Luanda, Benguela, Bissau, Lourenço Marques, Porto Amboim in otok Mozambik so bili med najstarejšimi portugalskimi pristaniškimi mesti na afriških ozemljih. V tej fazi se je portugalski kolonializem osredotočil na razširitev svojih postojank v Afriki na državna ozemlja, da bi konkurirala drugim tamkajšnjim evropskim silam.
Z Berlinsko konferenco leta 1884 so portugalska ozemlja v Afriki na zahtevo Portugalske uradno vzpostavila svoje meje, da bi zaščitila večstoletne portugalske interese na celini pred rivalstvom, ki ga je pritegnila Borba za Afriko. Portugalska mesta v Afriki, kot so Nova Lisboa, Sá da Bandeira, Silva Porto, Malanje, Tete, Vila Junqueiro, Vila Pery in Vila Cabral, so bila ustanovljena ali preoblikovana v notranjosti v tem obdobju in pozneje. Ustanovljena so bila tudi nova obalna mesta, kot so Beira, Moçâmedes, Lobito, João Belo, Nacala in Porto Amélia. Že pred prelomom v 20. stoletje so se začele graditi železniške proge, kot sta benguelska železnica v Angoli in železnica Beira v Mozambiku, da bi povezovala obalna območja in izbrane celinske regije.
Druge epizode v tem obdobju portugalske prisotnosti v Afriki vključujejo britanski ultimat iz leta 1890. To je prisililo portugalsko vojsko, da se je umaknila z dežele med portugalskima kolonijama Mozambikom in Angolo (večji del današnjega Zimbabveja in Zambije), ki si jih je zahtevala Portugalska in vključila v svoj "Rožnati zemljevid", kar je nasprotovalo britanskim težnjam po izgradnji železnice od Rta do Kaira.
Portugalska ozemlja v Afriki so bila Zelenortski otoki, Sao Tome in Principe, Portugalska Gvineja, Portugalska Angola in Portugalski Mozambik. Pod portugalsko oblastjo je bila tudi majhna trdnjava São João Baptista de Ajudá na obali Dahomeja. Poleg tega je Portugalska še vedno vladala azijskim ozemljem portugalske Indije, portugalskega Timorja in portugalskega Macaa.
1. februarja 1908 sta portugalskega kralja Dom Carlosa I. in njegovega dediča ter njegovega najstarejšega sina, princa Royal Dom Luísa Filipeja, vojvodo Bragança, ubila v Lizboni v Terreiro do Paço dva portugalska republikanska revolucionarja Alfredo Luís da Costa. in Manuel Buíça. Pod njegovo vladavino je Portugalska dvakrat razglasila bankrot – najprej 14. junija 1892, nato pa še 10. maja 1902 – kar je povzročilo družbene pretrese, gospodarske motnje, jezne proteste, uppore in kritiko monarhije. Njegov drugi in najmlajši sin, Manuel II. Portugalski, je postal novi kralj, vendar ga je nazadnje strmoglavila portugalska republikanska revolucija 5. oktobra 1910, ki je odpravila monarhijo in na Portugalskem postavila republiško vlado, zaradi česar je on in njegova kraljeva družina pobegnila v izgnanstvo v London.

### Prva republika in Estado Novo
Nova republika je imela veliko težav. Portugalska je imela 45 različnih vlad v samo 15 letih. Med prvo svetovno vojno (1914–1918) je Portugalska pomagala zaveznikom v boju proti silam osi. Toda vojna je prizadela njeno šibko gospodarstvo. Politična nestabilnost in gospodarske slabosti so bile plodna tla za kaos in nemire v času prve portugalske republike. Ti pogoji so privedli do propadle severne monarhije, državnega udara 28. maja 1926 in ustanovitve nacionalne diktature (Ditadura Nacional). To je posledično vodilo do vzpostavitve desne diktature Estado Novo pod vodstvom Antónia de Oliveire Salazarja leta 1933.
Portugalska je v drugi svetovni vojni ostala nevtralna. Od 1940-ih do 1960-ih je bila Portugalska ustanovna članica Nata, OECD in Evropskega združenja za prosto trgovino (EFTA). Postopoma so se začeli novi projekti gospodarskega razvoja in preselitev celinskih portugalskih državljanov v čezmorske province v Afriki, pri čemer sta bili glavni cilji teh pobud Angola in Mozambik kot največji in najbogatejša čezmorska ozemlja. Ta dejanja so bila uporabljena za potrditev statusa Portugalske kot transkontinentalne države in ne kot kolonialnega imperija.
Po osamosvojitvi Indije leta 1947 so proindijski prebivalci Dadra in Nagar Havelija s podporo indijske vlade in s pomočjo organizacij, ki so se zavzemale za neodvisnost, leta 1954 ločili ozemlja Dadra in Nagar Haveli od portugalske oblasti. Leta 1961 je bila priključitev trdnjave São João Baptista de Ajudá k Republiki Dahomej začetek procesa, ki je pripeljal do dokončnega razpada stoletja starega portugalskega imperija.
Po popisu iz leta 1921 je imel São João Baptista de Ajudá 5 prebivalcev in v trenutku ultimata dahomejske vlade je imel le 2 prebivalca, ki sta predstavljala portugalsko suverenost.
Še en prisilni umik s čezmorskih ozemelj se je zgodil decembra 1961, ko je Portugalska zavrnila odpovedati se ozemljem Goa, Daman in Diu v Indiji. Posledično sta bili portugalska vojska in mornarica vpleteni v oboroženi spopad v svoji koloniji portugalska Indija proti indijskim oboroženim silam.
Posledica operacij je bil poraz in predaja omejene portugalske obrambne garnizije, ki se je bila prisiljena predati veliko večji vojaški sili. Rezultat je bila izguba preostalih portugalskih ozemelj na indijski podcelini. Portugalski režim je zavrnil priznanje indijske suverenosti nad priključenimi ozemlji, ki so bila še naprej zastopana v portugalski državni skupščini do vojaškega udara leta 1974.
Tudi v zgodnjih 1960-ih so gibanja za neodvisnost v portugalskih čezmorskih provincah Angola, Mozambik in Gvineja v Afriki povzročila portugalsko kolonialno vojno (1961–1974).
V celotnem obdobju kolonialne vojne se je Portugalska morala soočiti z naraščajočim nesoglasjem, embargom na orožje in drugimi kaznovalnimi sankcijami, ki jih je uvedla večina mednarodne skupnosti. Vendar pa je avtoritarni in konservativni režim Estado Novo, ki ga je najprej postavil in ga vodil António de Oliveira Salazar, od leta 1968 dalje pa vodil Marcelo Caetano, skušal ohraniti obsežen večstoletni medcelinski imperij s skupno površino 2.168.071 km2.

### Revolucija nageljnov in evropske integracije
Portugalska vlada in vojska sta se upirali dekolonizaciji svojih čezmorskih ozemelj do aprila 1974, ko je levičarski vojaški udar v Lizboni, znan kot revolucija nageljnov, vodil pot do neodvisnosti čezmorskih ozemelj v Afriki in Aziji ter za obnovo demokracije po dveh letih prehodnega obdobja, znanega kot PREC (Processo Revolucionário Em Curso). Za to obdobje so bili značilni družbeni pretresi in spori o oblasti med levimi in desnimi političnimi silami. Do poletja 1975 je bila napetost med njimi tako visoka, da je bila država na robu državljanske vojne. Sile, povezane s skrajno levico, so 25. novembra izvedle nadaljnji državni udar, vendar je Skupina devetih, zmerna vojaška frakcija, takoj sprožila protiudar. Glavna epizoda tega spopada je bil uspešen napad zmernih sil polka komandosov na vojašnice polka vojaške policije, kjer je prevladovala levica, pri čemer so v akciji ubili tri vojake. Zmagala je Skupina devetih in tako preprečila vzpostavitev komunistične države na Portugalskem in končala obdobje politične nestabilnosti v državi. Umik s čezmorskih ozemelj in sprejetje pogojev njihove neodvisnosti s strani portugalskih vodilnih predstavnikov za čezmorska pogajanja, ki bi leta 1975 ustvarila neodvisne države, sta povzročila množično izseljevanje portugalskih državljanov s portugalskih afriških ozemelj (večinoma iz portugalske Angole in Mozambika).
Več kot milijon portugalskih beguncev je pobegnilo iz nekdanjih portugalskih provinc, saj beli naseljenci običajno niso veljali za del novih identitet nekdanjih portugalskih kolonij v Afriki in Aziji. Mário Soares in António de Almeida Santos sta bila obtožena organiziranja neodvisnosti portugalskih čezmorskih ozemelj. Do leta 1975 so bila vsa portugalska afriška ozemlja neodvisna in Portugalska je izvedla prve demokratične volitve v 50 letih.
Portugalsko je še naprej vodila Junta de Salvação Nacional do portugalskih zakonodajnih volitev leta 1976. Zmagala je Portugalska socialistična stranka (PS) in Mário Soares, njen vodja, je 23. julija postal predsednik vlade 1. ustavne vlade. Mário Soares je bil predsednik vlade od 1976 do 1978 in ponovno od 1983 do 1985. V tej vlogi je Soares poskušal obnoviti gospodarsko rast in razvoj, kot je bila dosežena pred revolucijo nageljnov, v zadnjem desetletju prejšnjega režima. Proces pristopa k Evropski gospodarski skupnosti (EGS) je začel z začetkom pristopnih pogajanj že leta 1977.
Po prehodu v demokracijo je Portugalska odskočila med socializmom in privrženostjo neoliberalnemu modelu. Izvedena je bila zemljiška reforma in nacionalizacije; portugalska ustava (odobrena leta 1976) je bila na novo napisana, da bi se uskladila s socialističnimi in komunističnimi načeli. Do ustavnih sprememb v letih 1982 in 1989 je bila ustava dokument s številnimi omembami socializma, pravic delavcev in zaželenosti socialističnega gospodarstva. Portugalska gospodarska situacija po revoluciji je vlado prisilila, da je v letih 1977–78 in 1983–85 izvajala stabilizacijske programe, ki jih je spremljal Mednarodni denarni sklad (IMF).
Leta 1986 se je Portugalska skupaj s Španijo pridružila Evropski gospodarski skupnosti (EGS), ki je kasneje postala Evropska unija (EU). Portugalsko gospodarstvo je v naslednjih letih močno napredovalo zaradi strukturnih in kohezijskih skladov EGS/EU ter lažjega dostopa portugalskih podjetij do tujih trgov.
Zadnje čezmorsko in azijsko kolonialno ozemlje Portugalske, Makav, je bilo 20. decembra 1999 mirno izročeno Ljudski republiki Kitajski v skladu s skupno izjavo iz leta 1987, ki je določala pogoje za prenos Makava s Portugalske na Ljudsko republiko Kitajsko. Leta 2002 je Portugalska uradno priznala neodvisnost Vzhodnega Timorja (Azija) po nepopolnem procesu dekolonizacije, ki se je začel leta 1975 zaradi revolucije nageljnov, vendar ga je prekinila indonezijska oborožena invazija in okupacija.
Portugalska je 26. marca 1995 začela izvajati pravila schengenskega območja, pri čemer je odpravila mejne kontrole z drugimi članicami schengenskega območja, hkrati pa je okrepila nadzor meje z državami nečlanicami. Leta 1996 je bila država soustanoviteljica Skupnosti portugalskih jezikovnih držav (CPLP) s sedežem v Lizboni. Leta 1996 je Jorge Sampaio postal predsednik. Ponovno je bil izvoljen januarja 2001. Expo '98 je potekal na Portugalskem in je bila leta 1999 ena od ustanoviteljic evra in evrskega območja. José Manuel Barroso, takratni premier Portugalske, je bil 5. julija 2004 imenovan za predsednika Evropske komisije, najmočnejšega urada v Evropski uniji. 1. decembra 2009 je začela veljati Lizbonska pogodba, potem ko so jo države članice Evropske unije 13. decembra 2007 podpisale v samostanu Jerónimos v Lizboni, kar je povečalo učinkovitost in demokratično legitimnost Unije ter izboljšalo skladnost njeno delovanje. Irska je bila edina država EU, ki je izvedla demokratični referendum o Lizbonski pogodbi. Volivci so ga leta 2008 sprva zavrnili.
Gospodarske motnje in nevzdržna rast javnega dolga med finančno krizo 2007–2008 sta državo pripeljala do tega, da se je leta 2011 pogajala z MDS in Evropsko unijo prek Evropskega mehanizma za finančno stabilnost (EFSM) in Evropskega sklada za finančno stabilnost (EFSF). , posojilo za pomoč državi pri stabilizaciji njenih financ.

## Geografija
Ozemlje Portugalske leži na zahodu Iberskega polotoka (ki ga večina Portugalcev imenuje celina – 89.050 km²). K njej sodita še dva arhipelaga v Atlantskem oceanu: Madeira (794 km²) in Azori (2327 km²). Leži med zemljepisnimi širinami 30° in 42° S ter zemljepisnimi dolžinami 32° in 6° Z.
Celinsko Portugalsko deli njena glavna reka Tajo, ki teče iz Španije in se izliva v estuarij v Lizboni, preden steče v Atlantik. Tu leži Naravni rezervat estuarij Tajo.
V severnem in srednjem delu je v notranjosti obsežna stara uravnava na višini med 500 in 800 m ter posamezna hribovja. Planota je razčlenjena z rečnimi dolinami rek Duero in Tajo s pritoki. Pokrajina spada k stari hercinski grudi Mezete iz paleozoiskih metamorfnih kamnin in granitov. Hribovja so usmerjena sever-jug, najvišje sega Serra da Estrela (Torre, 1993 m), ki je pomembna sezonska atrakcija za smučarje in ljubitelje zimskih športov.
Za jug so značilne valovite ravnice, rahlo valovita in redko poseljena planota Alenteja (300 – 400 m), nad njimi pa hribovja iz magmatskih kamnin (Serra de Monchi z vrhom Foia, 902 m).
Ob atlantski obali je svet nižji, ponekod prihajajo na površje mezozoiski peščenjaki (slikoviti so klifi pokrajine Algarve). Velik del predstavljajo rečne naplavine, ob obali so tudi pasovi sipin.
Najvišji vrh Portugalske je sicer gora Pico, podobno imenovana na otoku Pico na Azorih. Ta starodavni vulkan, ki v višino meri 2351 m, je ikonični simbol Azorov. Otočja Madeira in Azori so razpršeni znotraj Atlantskega oceana: Azori, ki mejijo na srednjeatlantski hrbet na tektonskem trojnem stičišču, in Madeira vzdolž območja, ki ga tvori geologija vročih točk v ploščah. Geološko so ti otoki nastali zaradi vulkanskih in potresnih dogodkov. Zadnji kopenski vulkanski izbruh se je zgodil v letih 1957–1958 (Capelinhos) in občasno se pojavljajo manjši potresi, običajno nizke intenzivnosti.
Izključna ekonomska cona Portugalske, morsko območje, nad katerim imajo Portugalci posebne pravice do raziskovanja in uporabe morskih virov, ima 1.727.408 km2. To je 3. največja izključna ekonomska cona Evropske unije in 20. največja na svetu.

### Podnebje
Za Portugalsko je značilno predvsem sredozemsko podnebje (Csa na jugu, osrednja notranjost in dolina reke Duero; Csb na severu, osrednji zahod in obala Vicentine),[90] zmerno morsko podnebje (Cfb) na celinskem severozahodu visokogorje in gore ter v nekaterih visokogorskih območjih Azorskih otokov; polsušno podnebje v nekaterih delih okrožja Beja daleč na jugu (BSk) in na otoku Porto Santo (BSh), toplo puščavsko podnebje (BWh) na otokih Selvagens in vlažno subtropsko podnebje na zahodnih Azorih (Cfa), po Köppen-Geigerjevi klasifikaciji podnebja. Je ena najtoplejših držav v Evropi: povprečna letna temperatura na celinski Portugalski se giblje od 10–12 °C  v gorski notranjosti na severu do 16–18 °C, na jugu in v porečju reke Guadiana. Vendar pa obstajajo razlike od visokogorja do nižin: španski biolog Salvador Rivas Martinez predstavlja več različnih bioklimatskih območij za Portugalsko.[91] Algarve, ločen od regije Alentejo z gorami, ki segajo do 900 metrov v Alto da Fóia, ima podobno podnebje kot v južnih obalnih območjih Španije ali jugozahodne Avstralije.
Povprečna letna količina padavin na celini se giblje od nekaj več kot 3200 mm v narodnem parku Peneda-Gerês do manj kot 500 mm v južnih delih Alenteja. Po podatkih Instituto Português do Mar e da Atmosfera ima gora Pico največjo letno količino padavin (več kot 6250 mm na leto) na Portugalskem.
Na nekaterih območjih, kot je porečje Guadiane, so lahko povprečne letne dnevne temperature tudi do 26 °C, najvišje poletne temperature pa so običajno nad 40 °C. Rekordno visoka temperatura 47,4 °C je bila zabeležena v Amareleji, čeprav to morda ni najbolj vroča točka poleti, glede na satelitske odčitke.[92][93]
Snežne padavine se pozimi redno pojavljajo v notranjosti na severu in v središču države v okrožjih, kot so Guarda, Bragança, Viseu in Vila Real, zlasti v gorah. Pozimi se lahko temperature spustijo pod −10,0 °C, zlasti v Serra da Estrela, Serra do Gerês, Serra do Marão in Serra de Montesinho. V teh krajih lahko sneg zapade kadar koli od oktobra do maja. Na jugu države so snežne padavine redke, vendar se še vedno pojavljajo v najvišjih legah. Medtem ko je uradni absolutni minimum po IPMA -16,0 °C v Penhas da Saúde in Miranda do Douro, so bile zabeležene nižje temperature, kot je -17,5 °C na Politehničnem inštitutu Bragança na obrobju. mesta leta 1983 in pod −20,0 °C v Serra da Estrela.
Obe otočji Azori in Madeira imata subtropsko podnebje, čeprav obstajajo razlike med otoki, zaradi česar je vremenske napovedi zelo težke (zaradi grobe topografije). Otočje Madeira in Azori imata ožje temperaturno območje, pri čemer letne povprečne temperature na nekaterih delih obale presegajo 20 °C (po podatkih portugalskega meteorološkega inštituta). Nekateri otoki na Azorih imajo poleti bolj suhe mesece. Posledično je bilo za otoke Azorov ugotovljeno, da imajo sredozemsko podnebje (tako tipa Csa kot Csb), medtem ko so nekateri otoki (kot sta Flores ali Corvo) razvrščeni kot vlažno subtropsko (Cfa), ki prehaja v oceansko podnebje (Cfb) na višjih nadmorskih višinah po Köppen-Geigerjevi klasifikaciji.

### Biodiverziteta
Portugalska leži v Sredozemskem bazenu, tretjem najbolj raznolikem žarišču flore na svetu. Zaradi geografskega in podnebnega konteksta – med Sredozemljem in Atlantikom – ima Portugalska visoko stopnjo biotske raznovrstnosti na kopnem in morju. Je dom šestih kopenskih ekoregij: *zmerni mešani gozdovi Azorov, 
- mešani gozdovi Kantabrije,
- zimzeleni gozdovi Madeire,
- iberski sklerofilni in pollistnati gozdovi,
- severozahodni iberski gorski gozdovi in
- jugozahodni iberski mediteranski sklerofilni gozdovi.

Več kot 22 % njenega ozemlja je vključenega v omrežje Natura 2000, vključno z 62 posebnimi ohranitvenimi območji in 88 vrstami naravnih habitatov zaščitene krajine.
Evkalipt, hrast plutovec in obmorski bor skupaj predstavljajo 71 % celotne gozdnate površine celinske Portugalske, sledijo jim črnika (Quercus rotundifolia), pinija, drugi hrasti (Q. robur, Q. faginea (portugalski hrast) in Q. pyrenaica (pirenejski hrast)) in pravi kostanj med drugimi. Na Madeiri laurisilva – lovorjev gozd (priznan kot svetovna dediščina) prevladuje v pokrajini, zlasti na severnem pobočju. V tem gozdu prevladujejo vrste Laurus novocanariensis, kanarski lovor (Apollonias barbujana), Ocotea foetens in Persea indica. Pred človeško okupacijo so bili Azori tudi bogati z gostimi gozdovi lovorike, danes te avtohtone gozdove spodkopavata vneseni Pittosporum undulatum in japonska kriptomerija (Cryptomeria japonica). Bilo je več projektov, katerih cilj je bil obnoviti Laurisilva, ki je prisotna na Azorih. Ostanki teh gozdov laurisilve so prisotni tudi na celinski Portugalski z nekaj živimi pričevanji navadni lovor (Laurus nobilis), portugalski lovorikovec (Prunus lusitanica), navadna jagodičnica (Arbutus unedo), Myrica faya in pontski rododendron (Rhododendron ponticum).
Te geografske in podnebne razmere olajšajo vnos eksotičnih vrst, ki kasneje postanejo invazivne in uničujoče za avtohtone habitate. Več kot 20 % celotnega števila obstoječih vrst na celinski Portugalski je eksotičnih. Na Madeiri je približno 36 % in na Azorih okoli 70 % eksotičnih. Zaradi tega je bila Portugalska leta 2019 uvrščena na 168. mesto v svetu od 172 držav na indeksu integritete gozdne krajine.
Portugalska je druga država v Evropi z največjim številom ogroženih vrst (488 od leta 2020).
Portugalska kot celota je pomemben postanek za selitvene vrste ptic: močvirja vzhodnega Algarva (Ria Formosa, Castro Marim) in regije Lizbona (estuarij Tajo, estuarij Sado), ki gosti različne vrste vodnih ptic, kraguljega orla in egiptovskega jastreba v dolinah naravnega parka Duero International, črna štorklja in beloglavi jastreb v naravnem parku Tajo International, zavetišča za morske ptice na otokih Salvages in Berlengas ter visokogorje Madeire in São Miguela predstavljajo veliko raznolikost prostoživečih ptičjih vrst (približno 450 na celinski Portugalski), ne samo selitveni, ampak tudi endemični (npr. madeirski golob (Columba trocaz, azorski ščinkavec Pyrrhula murina) ali eksotični (ptič mina Acridotheres cristatellus, Vidua macroura).
Velike portugalske vrste sesalcev (damjaki, jeleni, srnjaki, iberski kozorogi, divja svinja, rdeča lisica, iberski volk in iberski ris) so bile nekoč razširjene po vsej državi, vendar je bil intenziven lov, degradacija habitatov in vse večji pritisk kmetijstva in živine v 19. in zgodnjem 20. stoletju v velikem obsegu zmanjšala število populacije, druge, kot je portugalski kozorog, pa so celo izumrli. Danes te živali ponovno širijo svoje domače območje. Med manjšimi sesalci so med drugim rdeča veverica, evropski jazbec, evroazijska vidra, egipčanski mungos, granadski zajček, evropski zajec, navadni genet, evropska divja mačka.
Zaradi svoje izolirane lokacije imajo vulkanski otoki Azori, Madeira in Salvages, del Makaronezije, številne endemične vrste, ki so se razvile neodvisno od svojih evropskih, afriških in občasno ameriških sorodnikov.
Portugalska zahodna obala je del štirih glavnih vzhodnih mejnih dvigov oceanskih sistemov. Ta sezonski sistem dviganja, ki ga običajno opazimo v poletnih mesecih, prinaša hladnejšo vodo, bogato s hranili, na morsko površino, kar spodbuja rast fitoplanktona, razvoj zooplanktona in posledično bogato raznolikost pelaških rib in drugih morskih nevretenčarjev.
Zaradi tega je Portugalska poleg velike izključne ekonomske cone ena največjih porabnikov rib na svetu na prebivalca. Sardela (Sardina pilchardus) in šnjur (Trachurus trachurus) se vsako leto nabere na tisoče, medtem ko se v lokalnih obalnih vaseh tradicionalno lovijo sinji mol (Micromesistius poutassou), morska žaba, trska (Gadus morhua), glavonožci, skati ali druga oblika morskih sadežev. Ta dvig navzgor Portugalski omogoča tudi gozdove alg, ki so sicer zelo neobičajne ali jih v Sredozemlju sploh ni.
73 % sladkovodnih rib, ki se pojavljajo na Iberskem polotoku, je endemičnih, kar je največ v kateri koli regiji v Evropi. Številne od teh endemičnih vrst so skoncentrirane v vodnih telesih osrednje zahodne regije (ena izključno endemična), ta in druga vodna telesa po vsem polotoku so večinoma začasna in vsako leto nagnjena k suši, zaradi česar je večina teh vrst pod statusom ogroženih.
Po Azorih se sprehaja okoli 24  do 28  vrst kitov, zaradi česar je eno od štirih krajev na svetu, kjer se pojavlja večina vrst tega infrareda. Od sredine 19. stoletja in prenehanja leta 1984 (zlasti kit glavač) je kitolov močno izkoriščal to raznolikost. V začetku 90. let dvajsetega stoletja je opazovanje kitov hitro postalo priljubljeno in je zdaj ena glavnih gospodarskih dejavnosti v portugalskem arhipelagu.
Nekatera zavarovana območja na Portugalskem, razen prej omenjenih, so še: 
- Serras de Aire e Candeeiros s svojimi apnenčastimi formacijami, paleontološko zgodovino in veliko raznolikostjo netopirjev in orhidej;
- jugozahodni Alentejo in naravni park Vicentine Coast z dobro ohranjeno, divjo obalo;
- naravni park Montesinho, ki gosti nekatere od edinih populacij iberskega volka in nedavno opaženega iberskega rjavega medveda, ki se v državi šteje za izumrlo.

## Politika in uprava
Od sprejema trenutno veljavne ustave leta 1976 je Portugalska parlamentarna republika. Z ustavnimi spremebami leta 1992 so odpravili vojaški Revolucionarni svet in omejili pristojnosti predsednika republike. Azori in Madeira sta po ustavi 1976 avtonomna dela Portugalske s svojima parlamentoma in vladama. Glavne politične institucije so tako: 
- predsednik, ki ga izvolijo na splošnih volitvah za pet let in je lahko izvoljen največ dvakrat zapored; Imenuje predsednika vlade in na njegov predlog ministre, državne sekretarje in podsekretarje ter ima pravico razpustiti parlament;
- enodomna republiška skupščina (portugalsko Assembleia da República), ki jih za štiri leta izvolijo na splošnih volitvah po proporcionalnem sistemu;
- vlada in
- sistem sodišč.

Država je upravno razdeljena na 308 občin (município ali concelho), ki so po reformi leta 2013 razdeljene na 3092 civilnih župnij (portugalsko: freguesia). Operativno sta občina in civilna župnija, skupaj z nacionalno vlado, edine pravno lokalne upravne enote, ki jih je določila portugalska vlada (na primer mesta, kraji ali vasi nimajo pravne veljave, čeprav se lahko uporabljajo kot zajetje za opredelitev storitev). Za statistične namene portugalska vlada opredeli tudi Nomenklaturo teritorialnih enot za statistiko (NUTS), medobčinske skupnosti in neformalno okrožni sistem, ki se je uporabljal do evropske integracije (in ga nacionalna vlada postopno opušča).
Na višji ravni so občine združene v 18 okrožij:
- Aveiro
- Beja
- Braga
- Bragança
- Castelo Branco
- Coimbra
- Évora
- Faro
- Guarda
- Leiria
- Lisboa
- Portalegre
- Porto
- Santarém
- Setúbal
- Viana do Castelo
- Vila Real
- Viseu

Vsa okrožja so poimenovana po svojih glavnih mestih. Poleg njih sta upravni enoti še avtonomni regiji Azori in Madeira.
Znotraj sistema NUTS Evropske unije je Portugalska razdeljena na sedem regij: Azori, Alentejo, Algarve, Centro, Lizboa, Madeira in Norte, z izjemo Azorov in Madeire pa so območja NUTS razdeljena na 28 podregij.
Portugalska je članica Organizacije združenih narodov od leta 1955 ter ustanovna članica Organizacije za gospodarsko sodelovanje in razvoj in Evropskega združenja za prosto trgovino. Iz slednjega je leta 1986 izstopila, ko je postala članica Evropske gospodarske skupnosti (zdaj Evropska unija).

### Urbanizacija
Največja mesta Portugalske s številom prebivalcev:
- Lizbona, 545.000 /2.2- 3 milijone
- Porto, 240-264.000 /1,8-2,4 milijona
- Braga, 189.331
- Vila Nova de Gaia, 186.503
- Amadora, 175.136
- Coimbra, 143.052 (Univerza v Coimbri=ena nastarejših univerz v Evropi; Skupina Coimbra)
- Funchal, 111.541
- Setúbal, 98.131
- Almada, 96.404
- Agualva-Cacém, 79.805
- Queluz, 75.169
- Rio Tinto, 64.815 (Rio Tinto Group)
- Barreiro, 63.353
- Aveiro, 60.058
- Viseu, 57.975
- Odivelas, 56.847
- Leiria, 50.533
- Matosinhos, 49.486
- Guimarães, 47.588
- Faro, 47.575

### Metropolitansko območje
Obstajata dve večji metropolitanski območji (GAM): Lizbona in Porto. Sledi seznam tistih s celinskimi funkcionalnimi urbanimi območji (FUA).
| Rank | Ime mesta             | Št. prebivalcev |
| ---- | --------------------- | --------------- |
| 1    | Lizbona               | 2.818.000       |
| 2    | Porto                 | 1.758.531       |
| 3    | Coimbra               | 270.000         |
| 4    | Braga                 | 250.000         |
| 5    | Funchal (Madeira)     | 210.000         |
| 6    | Guimarães             | 180.000         |
| 7    | Aveiro                | 140.000         |
| 8    | Ponta Delgada (Azori) | 120.000         |
| 9    | Vila Franca de Xira   | 120.000         |
| 10   | Faro                  | 118.000         |
| 11   | Viseu                 | 110.000         |

## Gospodarstvo
Menjavo kovancev nacionalne valute v evre je prva ukinila prav Portugalska, leto po uvedbi evra ali natančneje 31. decembra 2002. S tem dnem je kovancem portugalskega eskuda prenehala vsakršna monetarna vrednost, rok za zamenjavo bankovcev pa se izteče šele leta 2022.
Velike gospodarske družbe so skoncentrirane v mestnih območjih Lizbone in Porta. Tradicionalno prevladujoče gospodarske panoge so bile tekstilna in obutvena industrija, proizvodnja pijač, lesarstvo in proizvodnja plute (Portugalska je največji proizvajalec plute na svetu). Danes je pomembnejša storitvena industrija.
Portugalska je bila ena od držav, ki so najbolj občutile dolžniško krizo, ki je izbruhnila v začetku 21. stoletja. V zameno za finančno pomoč Evropske komisije, Evropske centralne banke in Mednarodnega denarnega sklada v višini 78 milijard evrov je morala vlada sprejeti vrsto varčevalnih ukrepov za zmanjševanje javne porabe. Država je izstopila iz sheme finančne pomoči maja 2014.

## Kultura
Portugalska je razvila posebno kulturo, medtem ko je bila pod vplivom različnih civilizacij, ki so prečkale Sredozemlje in evropsko celino, ali so bile uvedene, ko je igrala aktivno vlogo v dobi odkritij. V 1990-ih in 2000-ih je Portugalska posodobila svoje javne kulturne objekte, poleg fundacije Calouste Gulbenkian, ustanovljene leta 1956 v Lizboni.
Sem spadajo kulturni center Belém v Lizboni, fundacija Serralves in Casa da Música, tako v Portu, kot tudi novi javni kulturni objekti, kot so občinske knjižnice in koncertne dvorane, ki so bile zgrajene ali obnovljene v številnih občinah po vsej državi. Portugalska ima 17 Unescovih spomenikov svetovne dediščine, kar jo uvršča na 9. mesto v Evropi in na 18. mesto na svetu. Ti so (z letnico vpisa):
- Zgodovinsko središče Guimarãesa in območje Couros — 2001, 2023
- Staro mestno jedro Porta — 1996
- Vinogradno območje Alto Douro — 2001
- Paleolitska umetnost v dolini Côa in Siegi Verde — 1998, razširitev 2010
- Samostan Batalha — 1983
- Univerza v Coimbri - 2013
- samostan Kristusovega reda, Tomar — 1983
- Samostan Alcobaça — 1989
- Kulturna krajina Sintra — 1995
- Samostan svetega Hieronima in stolp Belém – 1983
- Staro mestno jedro Évore — 1986
- Garnizonsko mesto Elvas in njegove utrdbe - 2012
- Staro mestno jedro Angre do Heroísmo na otoku Terceira, Azori — 1983
- Vinogradniška kulturna pokrajina otoka Pico – 2004
- Laurisilva – endemični subtropski lovorov gozd na Madeiri - 1999
- Kompleks kraljeve palače v Mafri – palača, bazilika, samostan, vrt Cerco in Lovski park (Tapada) - 2019
- Svetišče Bom Jesus do Monte v Bragi - 2019

### Arhitektura
Tradicionalna arhitektura je značilna in vključuje Manueline, znana tudi kot portugalska pozna gotika, razkošen, sestavljen portugalski slog arhitekturne ornamentike prvih desetletij 16. stoletja, ki mu sledi pombalov slog iz 18. stoletja. Interpretacija tradicionalne arhitekture 20. stoletja, mehki portugalski slog, se pogosto pojavlja v večjih mestih, zlasti v Lizboni. Sodobna Portugalska je dala svetovno znane arhitekte, kot so Eduardo Souto de Moura, Álvaro Siza Vieira (oba dobitnika [[Pritzkerjeva nagrada za arhitekturo|Pritzkerjeve nagrade) in Gonçalo Byrne. Na Portugalskem je omembe vreden tudi Tomás Taveira, zlasti za oblikovanje stadiona.